# Божента
Божента (пол. Borzęta) — село в Польщі, у гміні Мислениці Мисленицького повіту Малопольського воєводства.
Населення — 1631 особа (2011).
У 1975-1998 роках село належало до Краківського воєводства.

## Демографія
Демографічна структура станом на 31 березня 2011 року:
|          | Загалом | Допрацездатний вік | Працездатний вік | Постпрацездатний вік |
| -------- | ------- | ------------------ | ---------------- | -------------------- |
| Чоловіки | 846     | 217                | 556              | 73                   |
| Жінки    | 785     | 194                | 462              | 129                  |
| Разом    | 1631    | 411                | 1018             | 202                  |